# Zofia Smoszewska

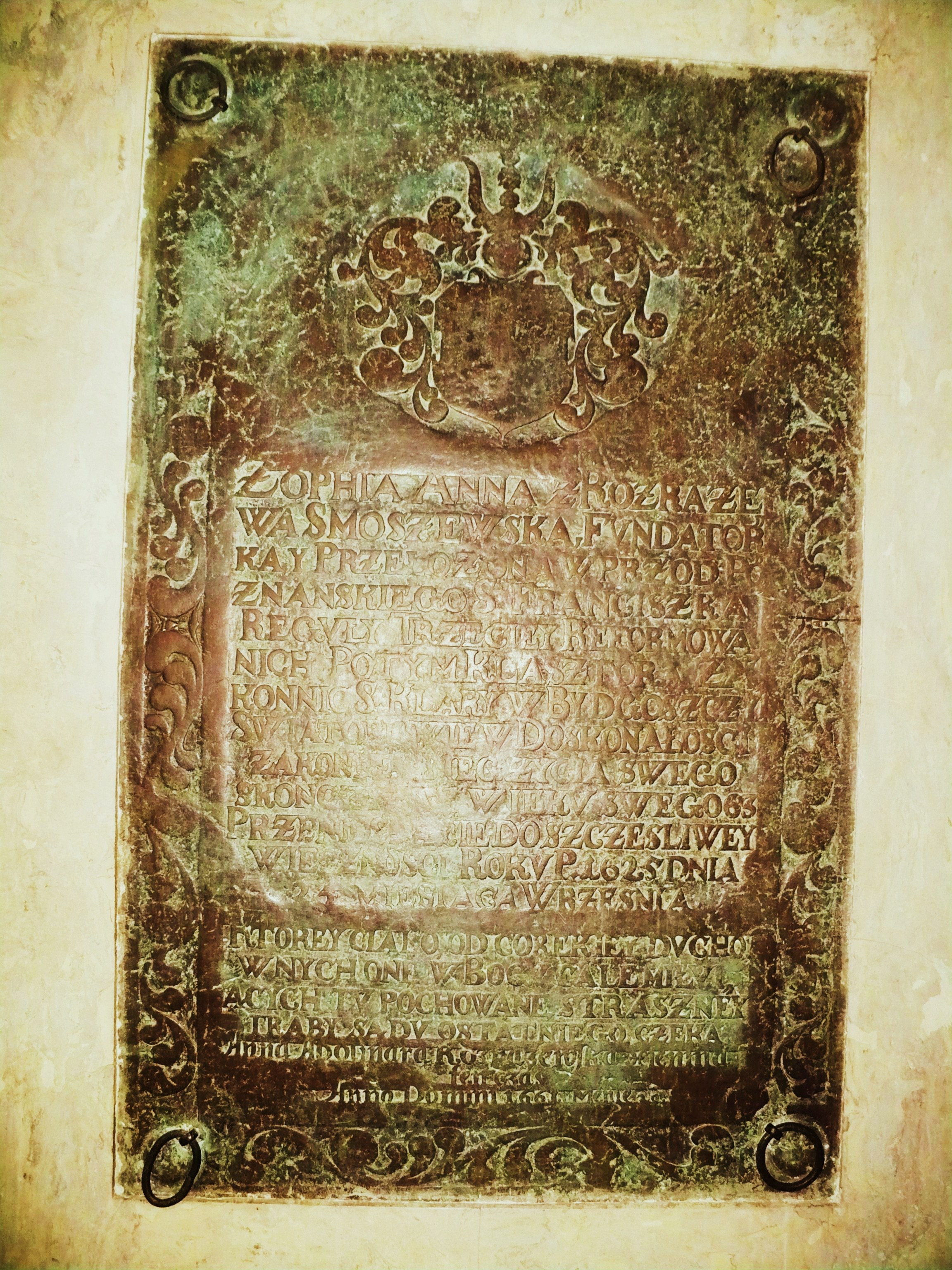
Epitafium Zofii Smoszewskiej w kościele Klarysek w Bydgoszczy

Zofia Anna Smoszewska z Rozrażewa (ur. 1562 w Rozdrażewie, zm. 24 września 1625 w Bydgoszczy) – fundatorka i przełożona klasztoru sióstr III Zakonu św. Franciszka w Poznaniu, bernardynka poznańska, pierwsza przełożona klasztoru klarysek w Bydgoszczy (1615-1625).

## Życiorys
Urodziła się w 1562 w Rozdrażewie w Wielkopolsce. Pochodziła ze znakomitego rodu Rozdrażewskich herbu Doliwa. Być może jej ojcem był Jan Rozrażewski właściciel wsi Smarzykowo i Królikowo w starostwie kcyńskim. Była siostrą Andrzeja Rozdrażewskiego oraz zamężna ze Smoszewskim.
Po śmierci męża wstąpiła w 1592 do klasztoru sióstr Trzeciego Zakonu św. Franciszka w Poznaniu. Została przełożoną tego klasztoru. Kiedy w 1594 zaprowadzono u bernardynek nakazaną przez papieża Piusa V klauzurę, przeznaczyła swój prywatny majątek na adaptację klauzurową klasztoru oraz na budowę kościoła. 20 lipca 1595 prowincjał bernardynów Benedykt Gąsiorek przyjął ją do uroczystej profesji. Za zasługi dla zakonu otrzymała od papieża zezwolenie do noszenia welonu panieńskiego, do którego właściwie nie miała prawa będąc wdową.
Po ufundowaniu w 1615 klasztoru klarysek w Bydgoszczy, została jego pierwszą przełożoną (ksienią). Przybyła do Bydgoszczy w lipcu 1615 wraz z dwiema zakonnicami. Pierwszą siedzibą klasztoru był budynek naprzeciw kościoła św. Idziego, w którym mieszkały nieliczne bydgoskie zakonnice III Zakonu św. Franciszka (bernardynki). W latach 1615–1618 przy finansowej pomocy wojewodziny poznańskiej Zofii Czarnkowskiej, doprowadziła do budowy klasztoru przy istniejącym od 1448 kościele Św. Ducha, dobudowując doń równocześnie obszerną nawę. Klasztor posiadał klauzurę papieską. Konsekracja znacznie rozbudowanej świątyni nastąpiła we wrześniu 1645, już po jej śmierci. W 1925 kościołowi dano nowe wezwanie Wniebowzięcia Najświętszej Marii Panny.
Została pochowana w kościele klarysek.

## Upamiętnienie
Upamiętnia ją tablica nagrobna ufundowana w październiku 1661 przez Annę Adolmarę Rozdrażewską, kolejną przeoryszę klasztoru bydgoskich klarysek. Tablicę umieszczono pierwotnie w posadzce kościoła klarysek, a po kasacie klasztoru w 1826 r., w kościele farnym. Od 1952 r. tablica znajduje się w ścianie prezbiterium bydgoskiego kościoła pw. Wniebowzięcia Najświętszej Marii Panny.